# Aalborg Nordre Provsti
| Aalborg Nordre Provsti                                        | Aalborg Nordre Provsti |
| ------------------------------------------------------------- | ---------------------- |
| Staat                                                         | Dänemark               |
| Region                                                        | Nordjylland            |
| Kommune(n)                                                    | Aalborg                |
| Bistum (Stift)                                                | Aalborg                |
| Kirchspielgemeinden (Sogne)                                   | 14                     |
| Propst (Provst)                                               | Ole Rysgaard Madsen    |
| Bevölkerung                                                   | 53.201 (2021)          |
| Mitglieder der Folkekirken                                    | 43.479 (2021)          |
| Anteil an der Gesamtbevölkerung:                              | ca. 81,7 %             |
|                                                               |                        |
| Lage der Aalborg Nordre Provsti (rot) im Aalborg Stift (weiß) |                        |

Die Aalborg Nordre Provsti ist eine Propstei im Bistum Aalborg der evangelisch-lutherischen Dänischen Volkskirche im Norden Dänemarks. Sie umfasst den Teil der Aalborg Kommune, der nördlich des Limfjordes liegt. Die Propstei liegt in der Region Nordjylland und ist in 14 Kirchspielgemeinden (Sogne) eingeteilt. Insgesamt gibt es 16 Kirchen in dem Gebiet.

## Kirchspielgemeinden (Sogne)
Liste der 14 Kirchspielgemeinden in der Aalborg Nordre Provsti:
- Ajstrup Sogn
- Hals Sogn
- Hammer Sogn
- Horsens Sogn
- Hou Sogn
- Hvorup Sogn
- Lindholm Sogn
- Nørresundby Sogn
- Sulsted Sogn
- Ulsted Sogn
- Vadum Sogn
- Vester Hassing Sogn
- Vodskov Sogn
- Øster Hassing-Gåser Sogn

## Gemeinden (Pastorater)
Liste der 12 Pastorate (Gemeinden) in der Aalborg Nordre Provsti:
- Ajstrup Pastorat
- Hals Pastorat
- Horsens-Hammer Pastorat
- Hvorup Pastorat
- Lindholm Pastorat
- Nørresundby Pastorat
- Sulsted Pastorat
- Ulsted Pastorat
- Vadum Pastorat
- Vester Hassing Pastorat
- Vodskov Pastorat
- Øster Hassing Pastorat